# Wyżnia Gerlachowska Przełączka
Wyżnia Gerlachowska Przełączka, Wyżnia Gierlachowska Przełączka (słow. Vyšná Gerlachovská lávka, Lavínová štrbina, 2588 m n.p.m.) – przełęcz w grani głównej Tatr Wysokich, w słowackich Tatrach. Znajduje się pomiędzy dwoma niższymi wierzchołkami Zadniego Gerlacha: środkowym Lawinowym Szczytem i północną Gerlachowską Kopą. Przed pozyskaniem w 2018 roku danych z lotniczego skaningu laserowego wysokość, na jakiej jest położona nie była dokładnie znana, ponieważ nie wykonywano pomiarów geodezyjnych. Nie prowadzi na nią żaden znakowany szlak turystyczny, jest dostępna jedynie dla taterników.

## Historia
Pierwsze wejścia turystyczne:
- Janusz Chmielowski, Klemens Bachleda i Stanisław Stopka, 26 lipca 1904 r. – letnie,
- Pavel Krupinský i Matthias Nitsch, 22 marca 1936 r. – zimowe.

## Bibliografia

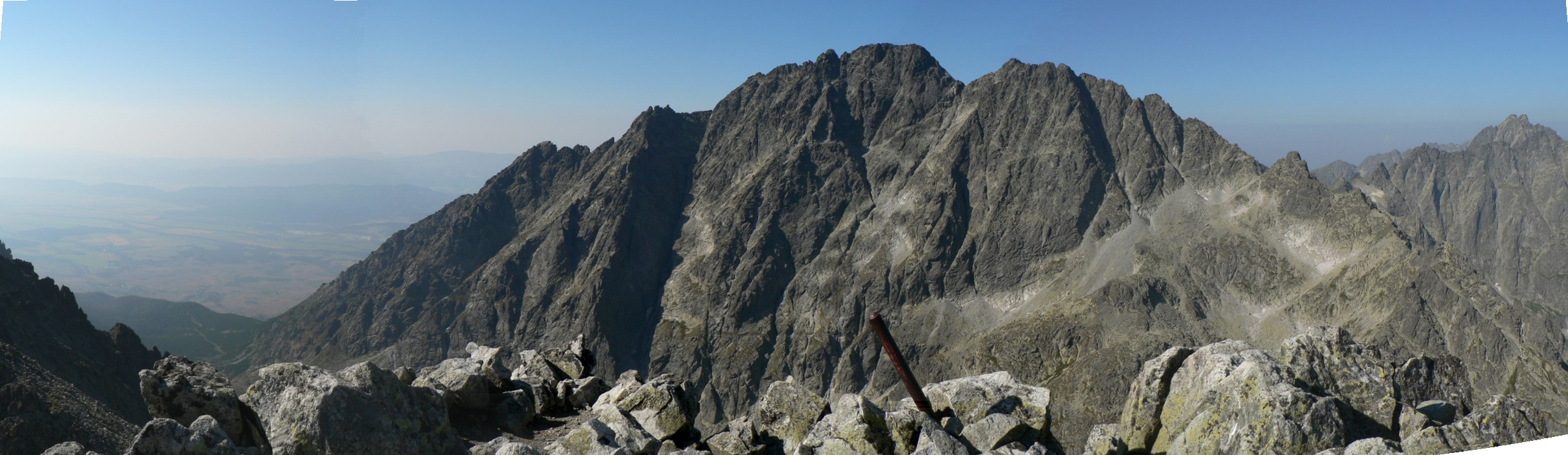
Wyżnia Gerlachowska Przełączka widoczna pomiędzy Lawinowym Szczytem a Gerlachowską Kopą, nieco na prawo od Zadniego Gerlacha